# Jonathan Simon
Jonathan Simon é atualmente Professor da Universidade da Califórnia, Berkeley e Diretor do Centro de Estudos Direito & Sociedade da mesma universidade. É especialista em questões de Justiça Criminal. Leciona cursos de Direito Criminal, Justiça Criminal, Direito e Cultura, Risco e o Direito e Estudos sócios-jurídicos .
Parte importante de sua obra dedica-se a compreender como as políticas públicas adotadas a partir da década de 70 - resultado de uma concepção que marginaliza os criminosos da sociedade e protagonizadas principalmente pelo advento de leis favorecedoras do poder punitivo estatal e pelo destaque à figura do promotor - desencadearam um encarceramento em massa e transfiguraram-se em um problema social.

## Biografia
Jonathan Simon obteve o Bacharelado em Artes (A.B.) em 1981, na Universidade da Califórnia, Berkeley, especializando na área de Ciências Sociais. Em 1987, concluiu o programa de doutorado profissional em Jurisprudência (J.D.), na mesma Universidade (Escola de Direito Boalt Hall). Em 1990, titulou-se PhD, também pela Universidade da Califórnia, dentro do programa de Jurisprudência e Política Social. 
Atuou como assistente judiciário, na Chambers of the Hon. William C. Canby, Jr. por um curto período de tempo, entre 1988 e 1989. Já em 1990, ingressou na carreira acadêmica, tornando-se professor assistente na Universidade de Michigan, Departamento de Ciências Políticas. Em 1992, transferiu-se para a Universidade de Miami, onde exerceu o cargo de professor assistente de direito.
Entre 1996 e 1997, foi professor de direito visitante na Escola de Direito da Universidade de Nova Iorque e entre 1997 e 1998, professor visitante da Universidade de Yale. 
Retornou em 1996 para a Universidade de Miami, agora como professor de direito, onde permaneceu até 2003, quando se transferiu para a Universidade da Califórnia, Berkeley, onde se tornou professor de Direito/Jurisprudência e Ciências Políticas.
Entre 2004 e 2009, foi vice Reitor para Jurisprudência e Ciências Políticas, na Escola de Direito Boalt Hall. Em 2010, foi nomeado para a cadeira de professor de direito Adrian A. Kragen, um dos grandes professores da Escola de Direito Boalt Hall, falecido em 2005.
Foi reconhecido pelo mérito acadêmico em diversas ocasiões. Em 2009, recebeu a distinção J.C. Smith de professor de Direito Criminal da Universidade de Nottingham. Recebeu também o título Leverhulme de professor visitante da Escola de Direito da Universidade de Edinburgh, em 2011. No mesmo ano, foi agraciado com uma bolsa para pesquisa na Universidade Queens.

## Principais Obras
Jonathan Simon é autor de três obras:
- Mass incarceration on Trial: America's courts and the Future of Imprisoment, lançado em 2014, pela editora New Press;

- Governing through Crime: How the War on Crime Transformed American Democracy and Created a Culture of Fear, lançado em 2007, pela editora da Universidade de Oxford;

- Poor Discipline: Parole and the Social Control of the Underclass, 1890-1990, lançado em 1993, pela editora da Universidade de Chicago.

Governing throught Crime: How the War on Crime Transformed American Democracy and Created a Culture of Fear foi bem recebido pela crítica. Foi duas vezes premiado. Em 2008, foi ganhador do prêmio de melhor livro concedido Associação Americana de Sociologia e em 2010, recebeu o prêmio Hindelang pela Sociedade Americana de Criminologia.
Jonathan Simon editou outros três livros:
- After the war on crime: race, democracy, and a new reconstruction, lançado em 2008, pela editora da Universidade de Nova Iorque;

- Cultural analysis, cultural studies, and the law: moving beyond legal, lançado em 2003, pela editora da Universidade de Duke;

- Embracing risk: the changing culture of insurance and responsability, lançado em 2002, pela Universidade de Chicago.

Ademais, conta com mais de 80 artigos, capítulos de livros e outras publicações. Jonathan Simon também é co-editor chefe e participa do corpo editorial do periódico Punishment & Society e editor associado do periódico Law & Society Review.

## Síntese das Principais Obras
Governing through crime: how the war on crime transformed American democracy and creates a culture of fear

Nesse livro Jonathan Simon relata que a partir dos anos 1970 foram criadas diversas leis favorecendo o poder punitivo estatal, dessa forma, a influência exercida pelos juízes foi reduzida em detrimento da valorização das figuras do promotor, da polícia e das vítimas. Esse sistema caracterizado pelas sanções e pela ampliação do sistema prisional em massa é resultado de um longo processo de crescimento da concepção que marginaliza os criminosos da sociedade. Jonathan Simon discute também o ato do Congresso Americano conhecido como Violent Crime Control and Law Enforcement Act of 1994, que aumentou o contingente policial e elevou a verba destinada ao sistema prisional e aos meios de prevenção do crime . Ele  pretende demonstrar como a maneira de se enxergar a vida pela perspectiva do crime  transformou a condução das relações e das dinâmicas sociais em todos os níveis, pessoais e profissionais, ressalta ainda, que a mídia teve e tem um papel  de destaque nessa mudança.

Mass incarceration: from social policy to social problem

Já nesse livro, Jonathan Simon retrata o processo de “encarceramento em massa” (mass incarceration) nos Estados Unidos. Primeiramente, ele alega que as barreiras temporais e físicas do encarceramento ainda não foram compreendidas da maneira adequada; já em uma segunda etapa é examinado o brutal crescimento das prisões iniciado na década de 70, que proporcionou um aumento de 400% no número de presos. Só então são mencionados os principais agentes dessa transformação, a legislação e a promotoria. Pretende ainda, demonstrar ao longo do texto como essa política pública se tornou um problema social.

Punishment and the political technologies of the body

Nesta publicação são expostos métodos analíticos de Michel Foucalt, em Vigiar e Punir e de Melossi e Pavarini, em Cárcere e Fábrica, estes foram utilizados em mais de uma fase da evolução penal, além de serem fontes de inspiração de trabalhos usados para realizar a reconstrução da história da prisão e um estudo de dois momentos de relevante mudança na forma de se punir: a socialização da punição no Welfare State e a gestão de riscos no neoliberalismo. A partir de então, é estudada a conexão entre a tecnologia de poder sobre o corpo humano e as reformas da prática penal

## Nova Penologia e Justiça Atuarial
Jonathan Simon foi um dos primeiros a teorizar sobre o atuarialismo, supondo a emergência de uma “nova penologia” surgida nos EUA no final dos anos 1970 e cuja lógica atuarial teria mudado os pressupostos básicos do sistema penal até então usados durante o século XX. 
A característica central da “nova penologia” é a substituição de uma descrição clínica ou moral do indivíduo por uma linguagem atuarial de cálculos probabilísticos e distribuições estatísticas aplicadas a populações. Essa nova racionalidade não apresenta preocupação com a culpabilidade, com o delito, com a sensibilidade moral presente no delito ou no julgamento, ou com o diagnóstico, com a intervenção ou com o tratamento do indivíduo “delinquente”. O objetivo da justiça penal atuarial seria o gerenciamento de grupos populacionais tidos como perigosos e de risco, assim classificados por meio de técnicas estatísticas. 
Esse novo enfoque envolve novas técnicas e formas de controle, tais como o monitoramento eletrônico e testes de uso de drogas, que não estão amparadas em uma aspiração de transformação social ou pessoal. 
Com a “nova penologia”, empreendeu-se uma mudança no entendimento da sanção penal, uma vez que essa não tem por objetivos punição ou reabilitação individuais e sim a identificação, classificação e o gerenciamento de grupos de risco. Sua meta não é eliminar o crime e sim torná-lo tolerável por meio de uma coordenação sistêmica. Assim, as práticas correcionais que emergem dessas mudanças apresentam uma característica de custódia continuada. O mais claro exemplo dos métodos da “nova penologia” é a teoria da incapacitação, a qual tem se tornado o modelo utilitário predominante de punição. A incapacitação assegura reduzir os efeitos do crime na sociedade não por alterar o contexto social ou pessoal do infrator, mas por rearranjar a distribuição dos criminosos na sociedade. Como consequência, há o aumento da população prisional e uma mudança na natureza da prisão que, de uma função correcional, passa a ter a função de manutenção de pessoas pertencentes a classes sociais consideradas com risco alto de permanecer nas ruas.

## Mídias Eletrônicas
Jonathan Simon é colaborador dos blogs Governing through Crime (Governando através do crime - em tradução livre) e Berkeley Jurisprude, nos quais faz observações acerca do recente desenvolvimento de leis e da própria sociedade. Jonathan Simon também comenta sobre assuntos atuais de sua área de especialidade em sua conta no Twitter (@jonathansimon59).

## Ligações Externas
- Curriculum Vitae de Jonathan Simon
- Perfil de Jonathan Simon na página da Universidade da Califórnia, Berkeley